# Barfield Tarn
Der Barfield Tarn ist ein See im Lake District, Cumbria, England.
Der Barfield Tarn liegt südlich von Bootle und westlich des Black Combe. Der Holegill Beck bildet seinen Zufluss an der Ostseite, seinen Abfluss an der Westseite.
Der See befindet sich in Privatbesitz und ist nicht frei zugänglich. Er liegt inmitten landwirtschaftlicher Flächen. 